# Petilla de Aragón
Petilla de Aragón (baszkul: Petilla Aragoi, ami szintén hivatalos elnevezés) egy község Spanyolországban, Navarra autonóm közösségben. Petilla de Aragón Uncastillo, Sos del Rey Católico, Navardún és Isuerre községekkel határos. Lakosainak száma 26 fő (2024).

## Földrajz
A község területe két enklávéból áll: bár ezek Navarrához tartoznak, teljes mértékben Aragónia autonóm közösség veszi őket körül. Az egyik enklávéban található maga Petilla de Aragón település, a másik enklávé, Bastanes pedig ettől néhány kilométerre délnyugatra található. Mindkettő egy hegyvidéken fekszik: a petillai rész magassága északról dél felé növekszik (600 méterről 1159-re), míg a bastanesié pont fordítva (949-ről 780 méterre csökken).
Az éves középhőmérséklet 11–13 °C, a csapadék évi mennyisége 600–900 mm.

## Népesség
A település népessége az elmúlt években az alábbi módon változott:
| Lakosok száma | 40   | 34   | 33   | 25   | 22   | 35   | 35   | 31   | 30   | 26   |
|               | 2001 | 2004 | 2006 | 2009 | 2011 | 2014 | 2016 | 2019 | 2021 | 2024 |